# Shinshinotsu
Shinshinotsu (japanska: 新篠津村?, Shinshinotsu-mura) är en landskommun (by) i Hokkaido prefektur i Japan. 
Kommunen ligger cirka 30 kilometer nordost om centrala Sapporo.